# 佩納爾瓦堡
40°40′N 7°41′W / 40.667°N 7.683°W
佩納爾瓦堡（葡萄牙語：Penalva do Castelo），是葡萄牙的城鎮，位於該國中北部，由維塞烏區負責管轄，始建於1240年，面積134.34平方公里，2011年人口7,956，人口密度每平方公里59.22人。